# Цаган Булг
Цаган Булг (калм. Цаһан Булг) — сельский населённый пункт (посёлок) в Цаганаманском сельском муниципальном образовании Юстинского района Калмыкии. Единственный населённый пункт Калмыкии, расположенный на левом берегу Волги.

## География
Посёлок расположен в Волго-Ахтубинской пойме, на левом берегу Волги напротив посёлка Цаган Аман.

## Этимология
Как современное, так и старое название посёлка отражает особый, сакральный характер места, в котором расположен посёлок. калм. Цаһан Булг можно перевести как «святой родник» (калм. цаһан — белый, перен. незлопамятный, добродушный и калм. булг — ключ, источник, родник), калм. Сүмин Булг как «храмовый родник» (калм. сүмин — прилагательное от калм. сүм — храм)

## История
Посёлок расположен на месте бывшего урочища Цаган-Аман, где в 1798 году началось строительство Цаган-Аманского хурула (впоследствии Цаган-Аман был перенесён на правый берег Волги). На американской карте 1950 года указан под искажённым названием Сюми-Булг. Вплоть до 1989 года посёлок указывался под названием Сюмян Булук. Дата присвоения названия Цаган Булг не установлена.
На 2021 год всю территорию посёлка занимает турбаза «Экопорт», постоянное население посёлка представлено её сотрудниками.

## Население
| 2002 | 2010 | 2021 |
| ---- | ---- | ---- |
| 10   | ↘6   | ↗12  |

Национальный состав
Согласно результатам переписи 2002 года в посёлке проживали русские (100 %)
| Национальность | Численность (2010) | Процент |
| -------------- | ------------------ | ------- |
| Русские        | 6                  | 100%    |
| Всего          | 6                  | 100%    |